# 알레산드로 네스타
알레산드로 네스타(이탈리아어: Alessandro Nesta, 1976년 3월 19일, 라치오 주 로마 ~ , OMRI 장교장)는 이탈리아의 전 축구 선수로, 현역 시절 포지션은 중앙 수비수였다. 역대 최고의 센터백 중 하나로 여겨지는 그는 빠른 속도, 예술적인 태클, 뛰어난 온더볼, 볼 배급, 마킹으로 유명했다.
라치오, AC밀란에서 20년간 가까이 활약하며 리그 400경기 이상 출전했으며, 양 클럽에서 자국, 유럽 대항전에서 많은 우승을 거머쥐었다. 커리어 후반부에는 캐나다 몬트리올, 인도 첸나이에서 뛰기도 했다.
네스타는 세리에 올해의 수비수에 4번, UEFA 올해의 팀에 4번 선정되었으며, 2004년 FIFA 100주년 행사에서 펠레가 선정한 FIFA 100 명단에 선정되기도 했다. 2021년, 이탈리아 축구 명예의 전당에 헌액되었다.
네스타는 1996년 국가대표 데뷔 이후 10년간 활약했으며, 78경기에 출전했다. 올림픽 1회, UEFA 유로 3회, FIFA 월드컵 3회에 출전했고, 이탈리아의 유로 2000 준우승, 2006년 FIFA 월드컵 우승 멤버였다.

## 선수 경력

### SS 라치오
로마의 스카우트였던 프란체스코 로차(Francesco Rocca)가 처음으로 네스타의 재능을 발견하고 입단 제의를 하였지만, 라치오의 팬이었던 그의 아버지가 그 제안을 거절하였다. 1985년에 네스타는 라치오의 유스 아카데미에 들어갔고, 그 곳에서 수비수를 맡기 전까지 스트라이커와 미드필더를 비롯하여 다양한 포지션을 소화해냈다. 그의 최초의 국제 대회 경력은 이탈리아의 15, 16세 이하 팀이었다. 그는 1993년에 처음으로 라치오의 1군 명단에 포함되었고, 팀 동료였던 폴 개스코인이 훈련 도중 다리가 부러지면서 출장 기회를 얻게 되었다.
그는 1997년부터 팀의 주장을 맡았고, 1998년에는 코파 이탈리아 결승전이었던 밀란과의 경기에서 골을 넣으며 팀의 우승에 일조하였다. 이 우승으로 출전하게 된 1999년의 UEFA 컵 위너스 컵과 UEFA 슈퍼컵 우승을 하였고, 1999-00 시즌에는 리그와 컵 우승을 하는 더블을 달성하였다.

### AC 밀란
2002-03 시즌의 세리에 A 시작 전에 재정난에 허덕이던 라치오는 네스타를 3년간 이적료 3천9백만 유로에 AC 밀란으로 이적시켰다. 밀란에서의 첫 시즌에 유벤투스를 꺾고 2002-03 시즌 UEFA 챔피언스리그 우승을 하였고, 개인통산 세 번째 코파 이탈리아 우승컵을 들어올렸다. 두 번째 시즌인 2003-04 시즌에는 개인통산 두 번째 UEFA 슈퍼컵과 두 번째 세리에 A 리그 우승을 하였다. 2006-07 시즌의 대부분을 팔꿈치 부상으로 출장하지 못하였음에도 불구하고 2006-07 시즌 UEFA 챔피언스리그 결승전에서 밀란이 리버풀을 2-1로 물리치는 데 중요한 역할을 하였다. 2007년 8월에는 개인통산 3번째 UEFA 슈퍼컵 트로피를 차지하였다. 네스타는 2011년까지 밀란과의 계약을 연장하였다.
2011-12 시즌을 끝으로 팀을 떠나게 되었으며 미국 진출을 고려 중인 것으로 알려졌다. 2012년 7월, 메이저 리그 사커의 몬트리올 임팩트로 이적하였다.

## 국가대표
네스타는 1996년의 UEFA U-21 축구 선수권 대회 명단에 포함되었고, 이탈리아의 우승을 이끌면서 대회 최우수 수비수로 선정되었다. 그의 첫 번째 국가대표팀 경기는 1996년 10월 5일에 벌어진 몰도바와의 경기였다. 그는 이탈리아 대표팀으로 78회 출장하면서 UEFA 유로 1996, 1998 FIFA 월드컵, UEFA 유로 2000, 2002 FIFA 월드컵, UEFA 유로 2004, 그리고 2006 FIFA 월드컵에 참가하였다.
2006 FIFA 월드컵이 끝난 뒤, 네스타는 계속된 부상으로 국가대표팀에서 은퇴하였다. 감독이었던 로베르토 도나도니는 UEFA 유로 2008 이후에 은퇴를 하라고 설득하였지만 성공하지는 못하였다.

## 클럽 통계
최종업데이트: 2014년 12월 9일
| 클럽          | 시즌          | 디비전        | 리그 | 리그 | 컵   | 컵   | 대륙 | 대륙 | 기타 | 기타 | 합계 | 합계 |
| 클럽          | 시즌          | 디비전        | 출전 | 득점 | 출전 | 득점 | 출전 | 득점 | 출전 | 득점 | 출전 | 득점 |
| ------------- | ------------- | ------------- | ---- | ---- | ---- | ---- | ---- | ---- | ---- | ---- | ---- | ---- |
| 라치오        | 1993-94       | 세리에 A      | 2    | 0    | -    | -    | -    | -    | -    | -    | 2    | 0    |
| 라치오        | 1994-95       | 세리에 A      | 11   | 0    | 1    | 0    | -    | -    | -    | -    | 12   | 0    |
| 라치오        | 1995-96       | 세리에 A      | 23   | 0    | 2    | 0    | 3    | 0    | -    | -    | 28   | 0    |
| 라치오        | 1996-97       | 세리에 A      | 25   | 0    | 4    | 0    | 4    | 0    | -    | -    | 33   | 0    |
| 라치오        | 1997-98       | 세리에 A      | 30   | 0    | 9    | 1    | 10   | 1    | -    | -    | 49   | 2    |
| 라치오        | 1998-99       | 세리에 A      | 20   | 1    | 2    | 0    | 4    | 0    | -    | -    | 26   | 1    |
| 라치오        | 1999-00       | 세리에 A      | 28   | 0    | 2    | 0    | 9    | 0    | 1    | 0    | 40   | 0    |
| 라치오        | 2000-01       | 세리에 A      | 29   | 0    | 1    | 0    | 8    | 0    | 1    | 0    | 39   | 0    |
| 라치오        | 2001-02       | 세리에 A      | 25   | 0    | 1    | 0    | 6    | 0    | -    | -    | 32   | 0    |
| 라치오 합계   | 라치오 합계   | 라치오 합계   | 193  | 1    | 22   | 1    | 44   | 1    | 2    | 0    | 261  | 3    |
| 밀란          | 2002-03       | 세리에 A      | 29   | 1    | 5    | 1    | 14   | 0    | -    | -    | 48   | 2    |
| 밀란          | 2003-04       | 세리에 A      | 26   | 0    | 4    | 1    | 6    | 0    | 2    | 0    | 38   | 1    |
| 밀란          | 2004-05       | 세리에 A      | 29   | 0    | 3    | 0    | 12   | 0    | 1    | 0    | 45   | 0    |
| 밀란          | 2005-06       | 세리에 A      | 30   | 1    | 2    | 0    | 10   | 0    | -    | -    | 42   | 1    |
| 밀란          | 2006-07       | 세리에 A      | 14   | 0    | -    | -    | 8    | 0    | -    | -    | 22   | 0    |
| 밀란          | 2007-08       | 세리에 A      | 29   | 1    | -    | -    | 7    | 0    | 3    | 1    | 39   | 2    |
| 밀란          | 2008-09       | 세리에 A      | 1    | 0    | -    | -    | -    | -    | -    | -    | 1    | 0    |
| 밀란          | 2009-10       | 세리에 A      | 23   | 3    | -    | -    | 7    | 0    | -    | -    | 30   | 3    |
| 밀란          | 2010-11       | 세리에 A      | 26   | 0    | 2    | 0    | 7    | 0    | -    | -    | 35   | 0    |
| 밀란          | 2011-12       | 세리에 A      | 17   | 1    | 1    | 0    | 7    | 0    | 1    | 0    | 26   | 1    |
| 밀란 합계     | 밀란 합계     | 밀란 합계     | 224  | 7    | 17   | 2    | 78   | 0    | 7    | 1    | 326  | 10   |
| 몬트리올      | 2012          | MLS           | 8    | 0    | -    | -    | -    | -    | -    | -    | 8    | 0    |
| 몬트리올      | 2013          | MLS           | 23   | 0    | 2    | 0    | 1    | 0    | -    | -    | 26   | 0    |
| 몬트리올 합계 | 몬트리올 합계 | 몬트리올 합계 | 31   | 0    | 2    | 0    | 1    | 0    | -    | -    | 34   | 0    |
| 첸나이        | 2014          | 슈퍼 리그     | 3    | 0    | -    | -    | -    | -    | -    | -    | 3    | 0    |
| 커리어 합계   | 커리어 합계   | 커리어 합계   | 451  | 8    | 41   | 3    | 123  | 1    | 9    | 1    | 624  | 13   |

## 수상

### 선수
- 세리에 A : 1999-00, 2003-04, 2010-11
- 코파 이탈리아 : 1997-98, 1999-00, 2002-03
- 수페르코파 이탈리아나 : 2000, 2004, 2011
- UEFA 챔피언스리그 : 2002-03, 2006-07, 준우승 (2004-05)
- UEFA컵 : 준우승 (1997-98)
- UEFA컵 위너스컵 : 1998-99
- UEFA 슈퍼컵 : 1999, 2003, 2007
- FIFA 클럽 월드컵 : 2007
- 캐나다 챔피언십 : 2013

#### 이탈리아
- FIFA 월드컵 : 2006
- UEFA 유로 : 준우승 (2000)
- UEFA U-21 유로 : 1996

### 감독
- 북미 사커리그 : 2017 봄/가을 챔피언

### 개인
- 발롱도르 5위 : 2000
- FIFA 올해의 선수[4] 8위 : 2000
- 세리에 A 올해의 영플레이어 상[5] : 1998
- 세리에 A 올해의 수비수[6] : 1999-00, 2000-01, 2001-02, 2002-03
- 세리에 A 올해의 팀[7] : 2010-11
- ESM 올해의 팀[8] : 2000-01
- UEFA 올해의 팀[9] : 2002, 2003, 2004, 2007
- FIFPro 월드11[10] : 2005, 2007
- UEFA 유로 대회 베스트 : 2000

#### 선정
- UEFA 궁극의 팀 : 2015
- UEFA U-21 유로 역대 드림팀 : 2015
- UEFA 골든 주빌리 투표 47위 : 2004
- 이탈리아 축구 명예의 전당 : 2021
- AC밀란 명예의 전당
- FIFA 100[11] : 2004

#### 서훈
- 2000년 이탈리아 공화국 공로 훈장 5등급 (Cavaliere OMRI)[12]
- 2006년 이탈리아 공화국 공로 훈장 4등급 (Ufficiale OMRI)[13]
- 2006년 이탈리아 올림픽 위원회 체육훈장[13]